# Tavares (Chãs, Várzea e Travanca)
Tavares (Chãs, Várzea e Travanca) (oficialmente: União das Freguesias de Tavares (Chãs, Várzea e Travanca)) é uma freguesia portuguesa do município de Mangualde, com 35,02 km² de área e 1280 habitantes (censo de 2021). A sua densidade populacional é 36,6 hab./km².

## História
Foi criada aquando da reorganização administrativa de 2012/2013,  resultando da agregação das antigas freguesias de Chãs de Tavares, Várzea de Tavares e Travanca de Tavares.

## Demografia
A população registada nos censos foi:
| Distribuição da População por Grupos Etários | Distribuição da População por Grupos Etários | Distribuição da População por Grupos Etários | Distribuição da População por Grupos Etários | Distribuição da População por Grupos Etários | Distribuição da População por Grupos Etários |
| -------------------------------------------- | -------------------------------------------- | -------------------------------------------- | -------------------------------------------- | -------------------------------------------- | -------------------------------------------- |
| Antes da agregação                           |                                              |                                              |                                              |                                              |                                              |
| Ano                                          | 0-14 anos                                    | 15-24 anos                                   | 25-64 anos                                   | >= 65 anos                                   | Total                                        |
| 2001                                         | 233                                          | 200                                          | 769                                          | 523                                          | 1725                                         |
| 2011                                         | 170                                          | 148                                          | 695                                          | 455                                          | 1468                                         |
| Após a agregação                             |                                              |                                              |                                              |                                              |                                              |
| Ano                                          | 0-14 anos                                    | 15-24 anos                                   | 25-64 anos                                   | >= 65 anos                                   | Total                                        |
| 2021                                         | 136                                          | 111                                          | 585                                          | 448                                          | 1280                                         |